# Імбир (рід)
Імби́р (Zingiber) — рід однодольних рослин родини імбирних. Рід містить понад 200 видів, які зростають у Східній і Південній Азії й на південь до Нової Гвінеї.

## Морфологічна характеристика
Кореневище гіллясте, м'ясисте, ароматне. Листкові пагони високі, а суцвіття розташовується окремо на квітконосі лише з лускоподібними листками. Псевдостебла прямовисні, облистнені, 1–2 метри. Листки розсічені; листкова ніжка роздута; листкова пластинка довгаста, ланцетоподібна чи лінійна. Суцвіття конічні, відходять від кореневищ на квітконосі, вкритому лускоподібними піхвами. Приквітки великі, складчасті. Чашечка трубчаста, розщеплена з 1 боку, верхівка 3-зубчаста. Трубка віночка тонка; центральна частка біла або кремова, зазвичай ширша за бічні частки. Плід — еліпсоїдна коробочка. Насіння чорне, вкрите арилом; арил білий, край нерівномірно рваний. x = 11.

## Використання
Багато видів роду імбир, що ростуть у різних частинах світу, мають лікарське і кулінарне значення. Найвідоміший вид — імбир садовий (також лікарський або аптечний, Z. officinale).
Різні види імбиру мають різне використання в кулінарії, наприклад, імбир японський (Z. mioga) вирощується заради стебла і квітів. Кореневища садового імбиру відомі як класичні спеції (їх часто називають просто «імбиром») і можуть використовуватися свіжими, зацукрованими або висушеними та перемеленими на пудру.